# 102-я отдельная бригада территориальной обороны
102-я отдельная бригада территориальной обороны (укр. 102-га окрема бригада територіальної оборони, сокращённо 102 ОБрТрО, в/ч А7030) — воинское формирование Сил территориальной обороны Украины. Местом дислокации бригады определена Ивано-Франковская область. Входит в состав Сил ТрО «Запад».

## История
Бригада была создана в сентябре 2018 года. После полномасштабной агрессии России против Украины бригада была в 2022 году отмобилизована.

## Структура бригады
Состав бригады включает:
- Управление (штаб) 102-й ОБрТрО
- 74-й отдельный батальон территориальной обороны (пгт Яблунов, Косовский р-н)
- 75-й отдельный батальон территориальной обороны (пгт Лисец, Ивано-Франковский р-н)
- 76-й отдельный батальон территориальной обороны (Г. Надворная)
- 77-й отдельный батальон территориальной обороны (пгт Гвоздец, Коломыйский р-н)
- 78-й отдельный батальон территориальной обороны (г. Ивано-Франковск)
- 79-й отдельный батальон территориальной обороны (Г. Калуш)
- 201-й отдельный батальон территориальной обороны (пгт Верховина)
- Рота контрдиверсионной борьбы
- Рота материально-технического обеспечения
- Узел связи
- Зенитный взвод

## Участие в войне
Бригада принимала участие в российско-украинской войне. В апреле-мае 2022 года участвовала в боях на донецком направлении. С июня 2022 года принимает участие в боях в Запорожской области.